# Чемпион Большого шлема
Большой шлем (англ. Grand Slam) — крупное достижение в рестлинге. Для получения звания чемпион Большого шлема (англ. Grand Slam Champion) рестлеру необходимо хотя бы по одному разу в одной компании выиграть четыре титула: главный, вторичный, третичный и командный.
Среди промоушенов, признающих это достижение, — WWE (с 1997 года), Impact Wrestling (с 2009 года), Ring of Honor (с 2018 года) и New Japan Pro-Wrestling (с 2021 года). Ранее подобный титул существовал в Florida Championship Wrestling (FCW). Выигрышу Большого шлема предшествует чемпионство Тройной короны.

## Национальные промоушены

### WWE

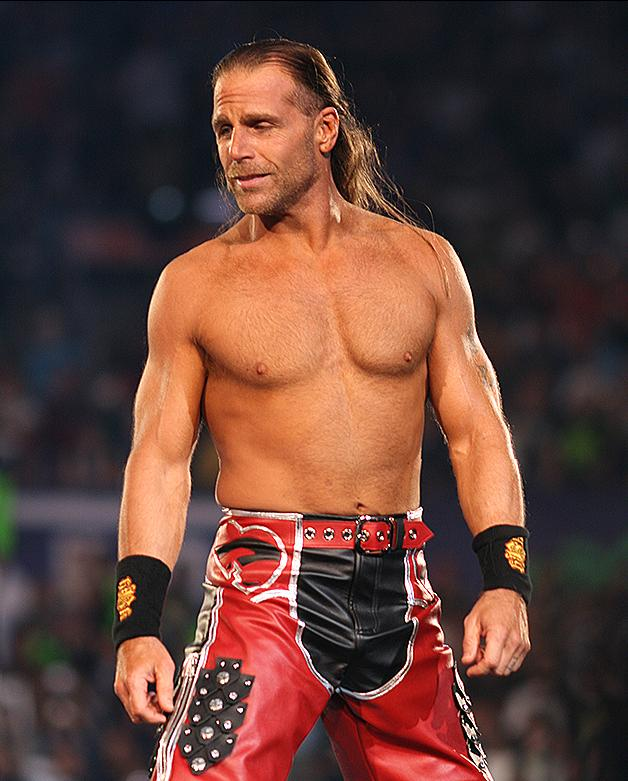
Шон Майклз — Первый в WWF, победитель в звании Большого шлема

В WWE (ранее WWF) термин «Большой шлем» первоначально использовался Шоном Майклзом для описания самого себя после победы за титул Европейского чемпиона 20 сентября 1997 года. Ранее Майклз владел титулом чемпиона WWF, Интерконтинентальным чемпионством и мировым командным чемпионством — титулами, которые составили Тройную корону.
В мае 2001 года на веб-сайте промоушена было указано, что Хардкорное Чемпионство является приемлемой заменой титула чемпиона Европы в звании Большого шлема. Кейн, который победил Трипл Эйча в матче за Интерконтинентальное чемпионство на Судном дне 20 мая 2001 года, был признан в звании обладатель Большого шлема, поскольку он «стал единственной суперзвездой в истории Всемирной федерации рестлинга, который владел Интерконтинентальным титулом, а также титулами Хардкорного, Командного и Мирового» чемпиона.
В апреле 2006 года на сайте WWE.com, Курт Энгл был отмечен как бывший победитель в звании Большого шлема, выиграв мировой титул WWE, Командные WWE, Интерконтинентальное чемпионство и титул чемпиона Европы, что указывает на то, что WWE считала что Командное чемпионство WWE приемлемой заменой мировому командному чемпионству. В августе 2007 года, WWE.com опубликовал статью, в которой перечисляются все чемпионские титулы Шона Майклза, завершившие звание Большого шлема. Они включали Мировое WWE, Мировое в тяжелом весе, Мировое Командное, Интерконтинентальное и чемпиона Европы. Включение мирового чемпиона в тяжелом весе указывало на то, что WWE считала этот титул приемлемой заменой чемпионству WWE в завершении турнира Большого шлема.
В июне 2006 года на ECW One Night Stand, Роб Ван Дам стал первой суперзвездой, приобретенной WWE после покупки World Championship Wrestling и Extreme Championship Wrestling которая произошла в 2001 году, чтобы завершить звание Большого шлема, он победил Джона Сину за титул чемпиона WWE. Второй приобретенной звездой стал Букер Ти, чтобы завершить звание Большого шлема, он победил Рея Мистерио за титул чемпиона мира в тяжелом весе на Great American Bash в июле 2006 года. Тогда Букер обладал Мировым командным титулом, Интерконтинентальным и Хардкорным титулом.
После Рестлмании 31 в 2015 году WWE (которая четырьмя годами ранее прекратила расширение бренда и объединила несколько титулов до этого) учредила обновленную версию звания Большого шлема, состоящую из четырёх действующих на тот момент мужских титулов в WWE: Мировой WWE, Интерконтинентальный, Соединенных штатов и Командные чемпионства WWE. В соответствии с этими новыми параметрами тринадцать рестлеров были признаны победителями в звании Большого шлема (включая пятерых, которые уже были признаны победителями турниров Большого шлема в соответствии с первоначальными рекомендациями). Расширение бренда было восстановлено в 2016 году, и WWE утвердила, что два новых чемпионских титула, которые были введены, Вселенское Чемпионство и Командное Чемпионство SmackDown, считаются приемлемой заменой их аналогичных титулов (Чемпионство WWE и Командное чемпионство WWE и теперь Командное Raw, соответственно) в рамках звания Большого шлема.
Бывшая звезда WWE Крис Джерико быстрее всех завершил оригинальный формат, завершив его за 728 дней в период с декабря 1999 по декабрь 2001 года, в то время как Курт Энгл быстрее всех завершил современный формат, завершив его за 966 дней в период с февраля 2000 по октябрь 2002 года. 21 февраля 2021 года WWE признала Миза первым и пока единственным рестлером, который дважды выигравшим звание Большого шлема в пересмотренном формате 2015 года после победы над Дрю Макинтайром за титул чемпиона WWE. В октябре 2022 года Сет Роллинс стал  вторым двукратным обладателем в звании Большого шлема, выиграв титул чемпиона WWE Соединенных Штатов во второй раз. Трипл Эйч, Крис Джерико и Кристиан каждый дважды завершали оригинальный формат Большого шлема, в то время как Джефф Харди завершал его трижды, хотя неизвестно, признает ли WWE официально эти достижения.

#### Список победителей в звании Большого шлема WWE
По состоянию на 20 сентября 2022 года в настоящее время насчитывалось около 22 индивидуальных чемпионов в звании Большого шлема. 17 борцов добились этого только один раз, семь в оригинальном формате и 10 в современном формате, в то время как другие пять борцов добились Большого шлема в обоих форматах, трое из которых автоматически стали чемпионами современного Большого шлема при введении современного формата (с теми же титулами, которые они выиграли, став оригинальным чемпионом Большого шлема чемпионы), и двое, которые стали современными чемпионами Большого шлема после введения современного формата (с разными титулами, выигранными для завершения обоих форматов).
| Текст                         | Текст |
| ----------------------------- | --- |
| Чемпионство написано курсивом | Чемпионство стало дополнительным для получения титула чемпиона Большого шлема                                                                |
| Даты                          | Дата, указывает на первое чемпионство рестлера с этим титулом                                                                                |
| Даты выделены                 | Дата, когда рестлер получил титул чемпиона Большого шлема                                                                                    |
| Имена выделены                | Указывает на чемпиона Большого шлема в обоих форматах                                                                                        |
| Даты курсивом                 | Рестлер выиграл титул, но чемпионство того же уровня было выиграно ранее                                                                     |
| —                             | Получения чемпионства невозможно пока каким либо причинам, например: рестлер закончил свою карьеру, рестлер покинул WWE, титул не существует |
| Цвет                          | |
|                               | Выиграл титул на бренде Raw |
|                               | Выиграл титул на ECW |
|                               | Выиграл титул на бренде SmackDown |
|                               | Выиграл оригинальный титул чемпиона Большого шлема                                                                                           |
|                               | Выиграл Большой шлем с альтернативным титулом                                                                                                |
|                               | Выиграл Большой шлем с альтернативным титулом, но потом выигрывал оригинальные титулы                                                        |
|                               | Выиграл все возможные чемпионства |
|                               | Выиграл титул перед делением брендов |

##### Оригинальный формат (с 1997)
| Чемпион      | Первичное чемпионство | Первичное чемпионство | Командное чемпионство              | Командное чемпионство               | Вторичное чемпионство | Третичное чемпионство | Третичное чемпионство |
| Чемпион      | WWF/WWE               | Мира в тяжёлом весе   | Командное WWF/мировое              | Командное WWE/Raw                   | Интерконтинентальное  | Европейское           | Хардкорное            |
| ------------ | --------------------- | --------------------- | ---------------------------------- | ----------------------------------- | --------------------- | --------------------- | --------------------- |
| Шон Майклз   | 31 марта 1996         | 17 ноября 2002        | 28 августа 1994 (с Дизелем)        | Декабрь 13, 2009 (с Triple H)       | Октябрь 27, 1992      | Сентябрь 20, 1997     | —                     |
| Трипл Эйч    | 23 августа 1999       | 2 сентября 2002       | 29 апреля 2001 (со Стивом Остином) | Декабрь 13, 2009 (с Шоном Майклзом) | Октябрь 21, 1996      | Декабрь 11, 1997      | —                     |
| Кейн         | 28 июня 1998          | 18 июля 2010          | 13 июля 1998 (с Мэнкайндом)        | Апрель 19, 2011 (с Биг Шоу)         | Май 20, 2001          | —                     | Апрель 1, 2001        |
| Крис Джерико | 9 декабря 2001        | 7 сентября 2008       | 21 мая 2001 (с Крисом Бенуа)       | Июнь 28, 2009 (с Эджем)             | Декабрь 12, 1999      | Апрель 2, 2000        | Май 28, 2001          |
| Курт Энгл    | 22 октября 2000       | 10 января 2006        | —                                  | Октябрь 20, 2002 (с Крисом Бенуа)   | Февраль 27, 2000      | Февраль 8, 2000       | Сентябрь 10, 2001     |
| Эдди Герреро | 15 февраля 2004       | —                     | —                                  | Ноябрь 17, 2002 (с Чаво Герреро)    | Сентябрь 5, 2000      | Апрель 3, 2000        | —                     |
| Роб Ван Дам  | 11 июня 2006          | —                     | 31 марта 2003 (с Кейном)           | Декабрь 7, 2004 (с Рейем Мистерио)  | March 17, 2002        | Июль 22, 20022        | Июль 22, 2001         |
| Букер Ти     |                       | 23 июля 2006          | 30 октября 2001 (с Тестом)         |                                     | Июль 7, 2003          | —                     | Май 4, 2002           |
| Джефф Харди  | 14 декабря 2008       | 7 июня 2009           | 29 июня 1999 (с Мэттом Харди)      | 2 апреля 2017 года (с Мэтт Харди)   | Апрель 10, 2001       | Июль 8, 2002          | Июль 10, 2001         |
| Джон Лэйфилд | 27 июня 2004          | —                     | 25 мая 1999 (с Фааруком)           | —                                   | Март 9, 2009          | Oктябрь 22, 2001      | Июнь 3, 2002          |
| Кристиан     |                       | 1 мая 2011            | 2 апреля 2000 (с Эджем)            |                                     | Сентябрь 23, 2001     | Октябрь 30, 2001      | март 17, 2002         |
| Биг Шоу      | 14 ноября 1999        | 18 декабря 2011       | 22 августа 1999 (с Гробовщиком)    | Июль 26, 2009 (с Крисом Джерико)    | Апрель 1, 2012        | —                     | Февраль 25, 2000      |

##### Новый формат (с 2015)

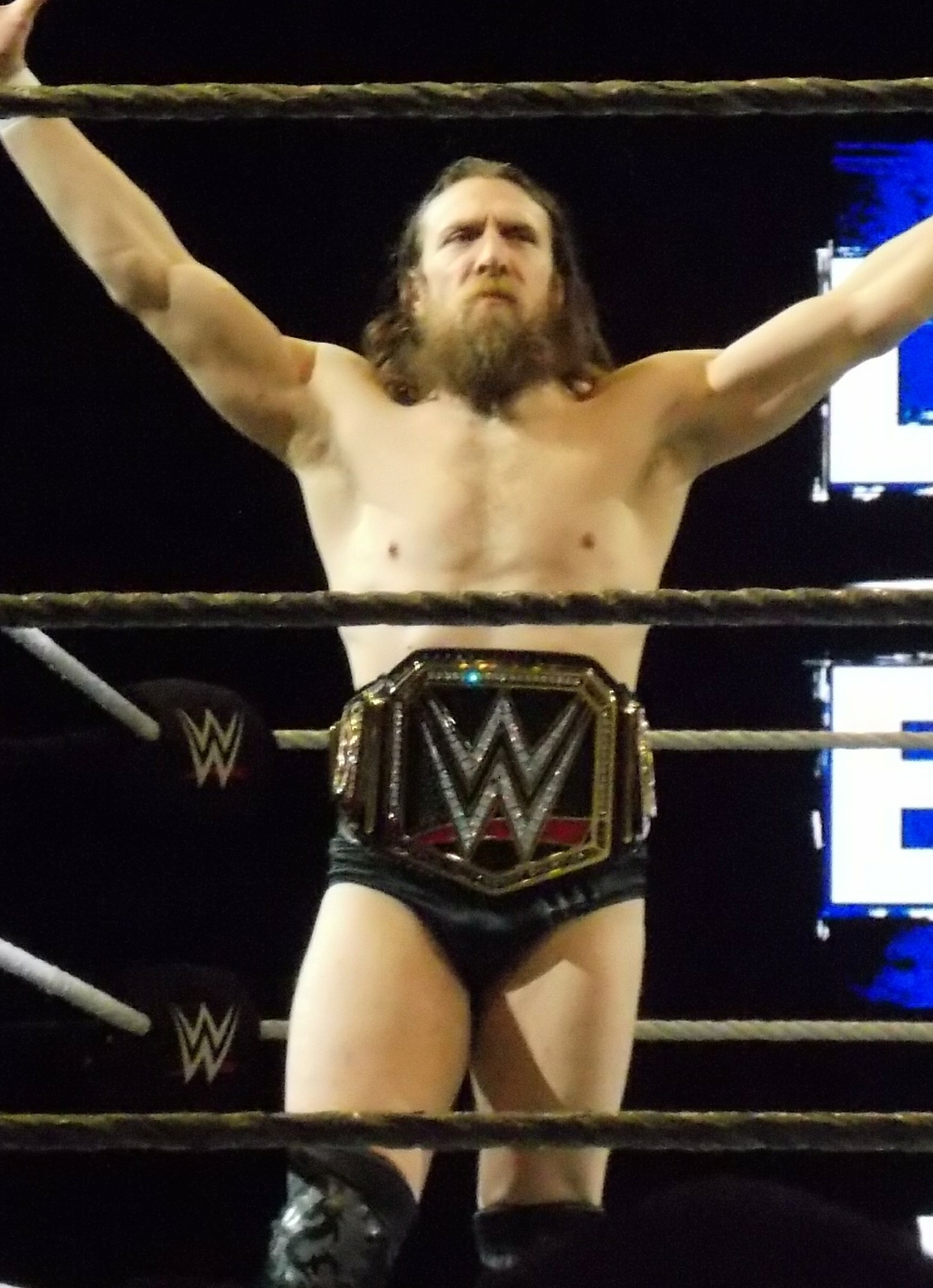
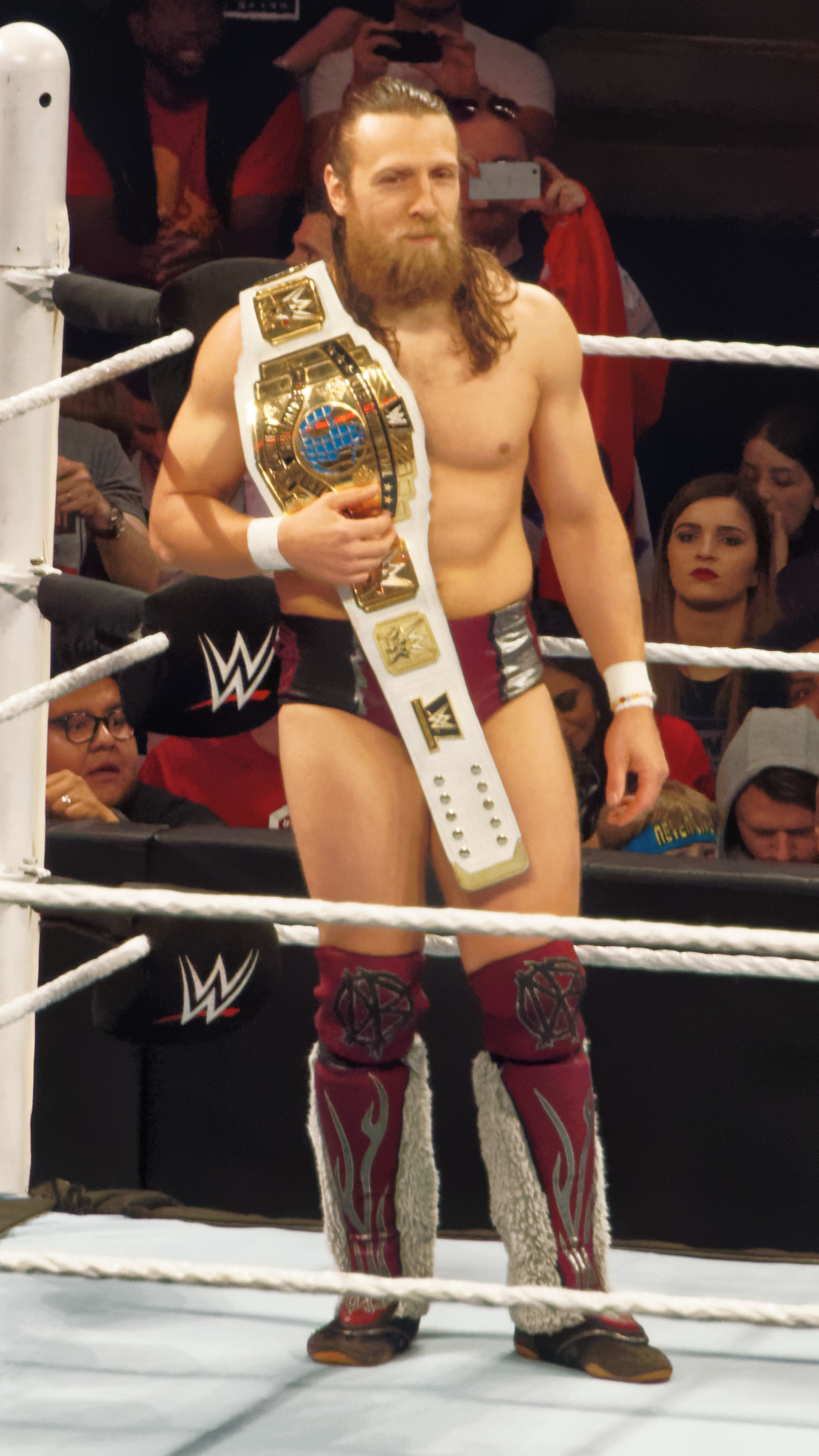
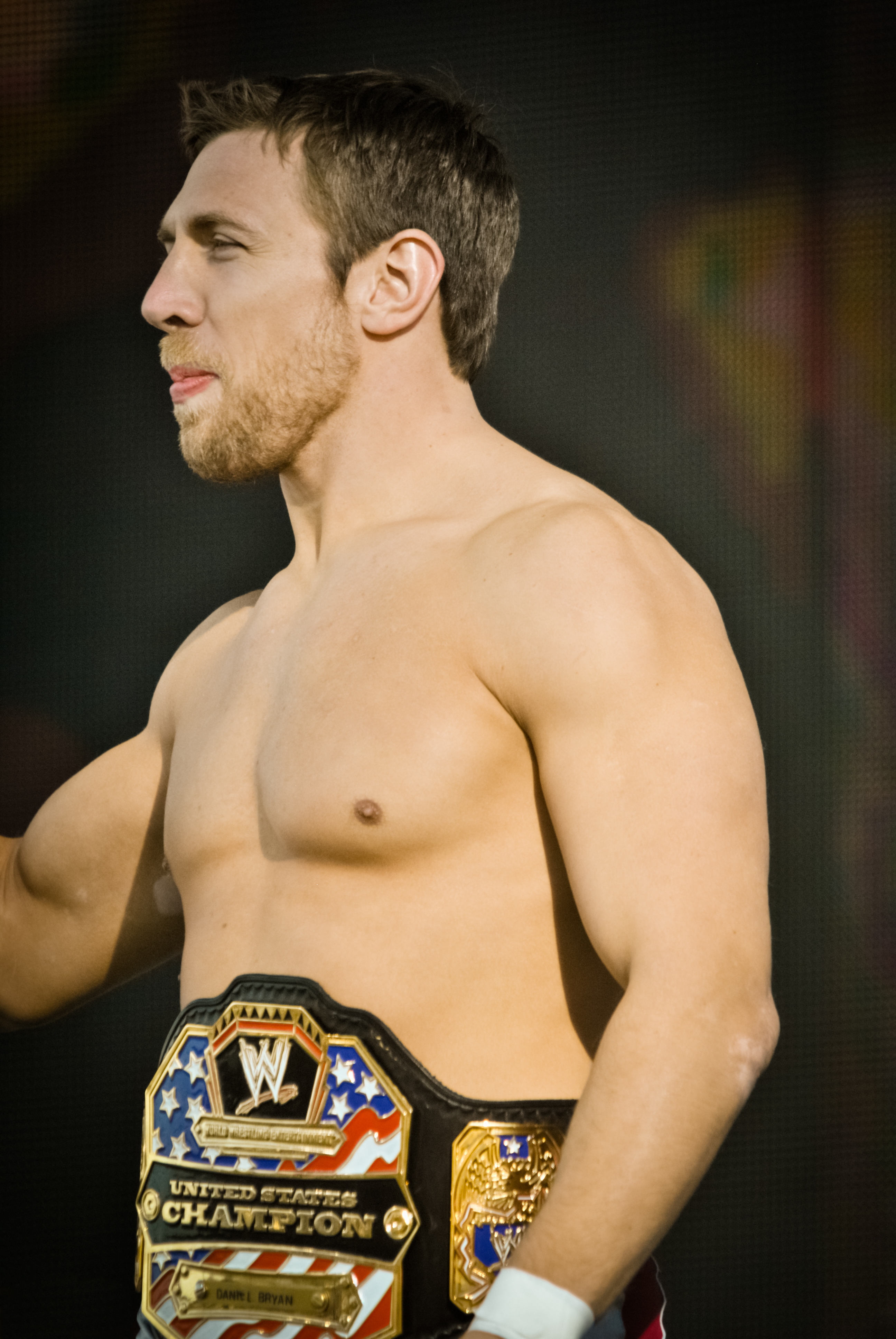
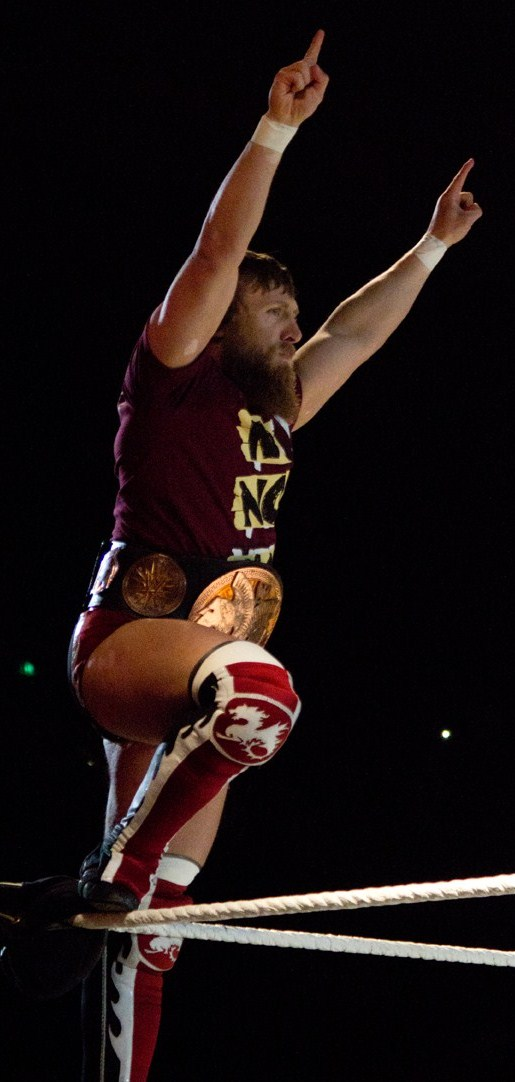

Современный Большой шлем WWE состоит из титула чемпиона WWE, интерконтинентального чемпионства, чемпиона Соединённых Штатов и командного чемпионства WWE (ныне — WWE Raw). Два других титула — чемпиона Вселенной WWE и командного чемпионства WWE SmackDown — были добавлены в 2016 году в качестве альтернативных титулов после повторного деления брендов в 2016 году.
| Чемпион        | Первичное чемпионство | Первичное чемпионство | Вторичное чемпионство | Вторичное чемпионство | Командное чемпионство                 | Командное чемпионство                        |  |
| Чемпион        | Чемпион WWE           | Вселенной             | Интерконтинентальное  | Соединённых Штатов    | Командные чемпионы Raw                | Командные чемпионы SmackDown                 |  |
| -------------- | --------------------- | --------------------- | --------------------- | --------------------- | ------------------------------------- | -------------------------------------------- |  |
| Курт Энгл      | Октябрь 22, 2000      |                       | Февраль 27, 2000      | Октябрь 22, 2001      | Октябрь 20, 2002 (с Крисом Бенуа)     |                                              |  |
| Эдди Герреро   | Февраль 15, 2004      |                       | Сентябрь 3, 2000      | Июль 23, 2003         | Ноябрь 17, 2002 (с Чаво Герреро)      |                                              |  |
| Эдж            | Январь 8, 2006        |                       | Июль 24, 1999         | Ноябрь 12, 2001       | Ноябрь 7, 2002 (с Рейем Мистерио)     |                                              |  |
| Биг Шоу        | Ноябрь 14, 1999       |                       | Апрель 1, 2012        | Октябрь 19, 2003      | Июль 26, 2009 (с Крисом Джерико)      |                                              |  |
| Миз            | Ноябрь 22, 2010       |                       | Июль 23, 2012         | Октябрь 5, 2009       | Ноябрь 16, 2007 (с Джоном Моррисоном) | Января 27, 2019 (с Шейном Макменом)          |  |
| Дэниел Брайан  | Август 18, 2013       |                       | Март 29, 2015         | Сентябрь 19, 2010     | Сентябрь 16, 2012 (с Кейном)          |                                              |  |
| Крис Джерико   | Декабрь 9, 2001       |                       | Декабрь 12, 1999      | Январь 9, 2017        | Июнь 28, 2009 (с Эджем)               |                                              |  |
| Дин Эмброус    | Июнь 19, 2016         |                       | Декабрь 13, 2015      | Май 19,2013           | Август 21, 2017 (с Сетом Роллинсом)   |                                              |  |
| Роман Рейнс    | Ноябрь 22, 2015       | Август 19, 2018       | Ноябрь 20, 2017       | Сентябрь 25, 2016     | Май 19, 2013 (с Сетом Роллинсом)      |                                              |  |
| Рэнди Ортон    | Октябрь 7, 2007       |                       | Декабрь 14, 2003      | Март 11, 2018         |                                       | Декабрь 4, 2016 (с Брэй Уайатт и Люк Харпер) |  |
| Сет Роллинс    | Март 29, 2015         | Апрель 7, 2019        | Апрель 8, 2018        | Август 23, 2015       | Май 19, 2013 (с Романом Рейнсом)      |                                              |  |
| Джефф Харди    | Декабрь 14, 2008      |                       | Апрель 10, 2001       | Апрель 16, 2018       | Апрель 2, 2017 (с Мэттом Харди)       |                                              |  |
| Кофи Кингстон  | Апрель 7, 2019        |                       | Июнь 29, 2008         | Июнь 1, 2009          | Август 22, 2011 (с Эваном Борном)     | Июль 23, 2017 (с Биг И и Ксавьером Вудсом)   |  |
| Рей Мистерио   | Июль 25, 2011         |                       | Апрель 5, 2009        | Май 19, 2019          | Ноябрь 5, 2002 (с Эджем)              |                                              |  |
| Эй Джей Стайлз | Сентябрь 11, 2016     |                       | Июнь 8, 2020          | Июль 7, 2017          | Апрель 10, 2021 (с Омосом)            |                                              |  |
| Кевин Оуенс    |                       | Август 29, 2016       | Сентябрь 20, 2015     | Апрель 2, 2017        | Апрель 1, 2023 (с Зейном)             | Апрель 1, 2023 (с Зейном)                    |  |
| Финн Балор     |                       | Август 21, 2016       | Февраль 17, 2019      | Февраль 28, 2022      | Сентабрь 2, 2023 (с Дамианом Прист)   | Сентабрь 2, 2023 (с Дамианом Прист)          |  |

##### Женский формат (с 2019)

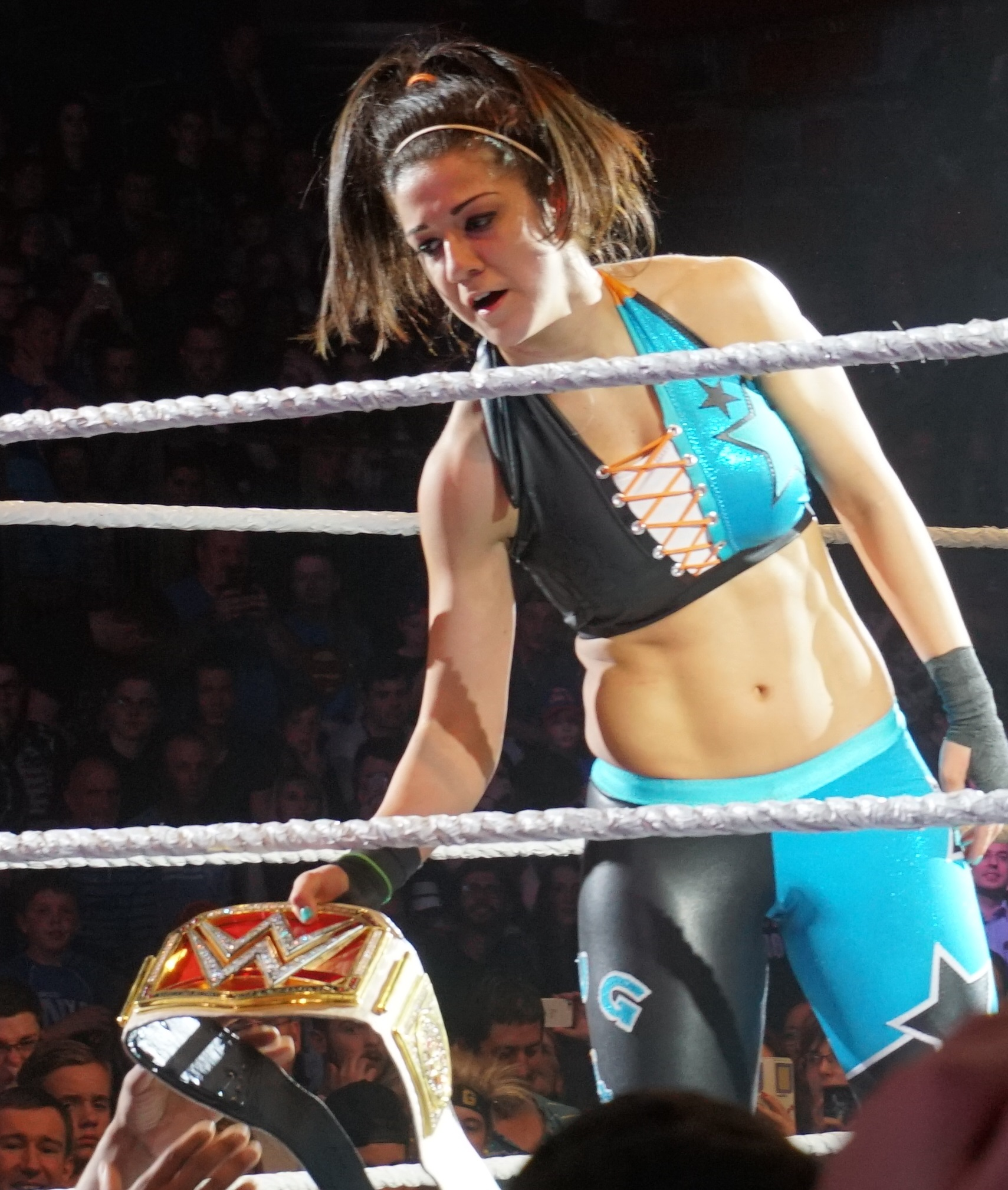
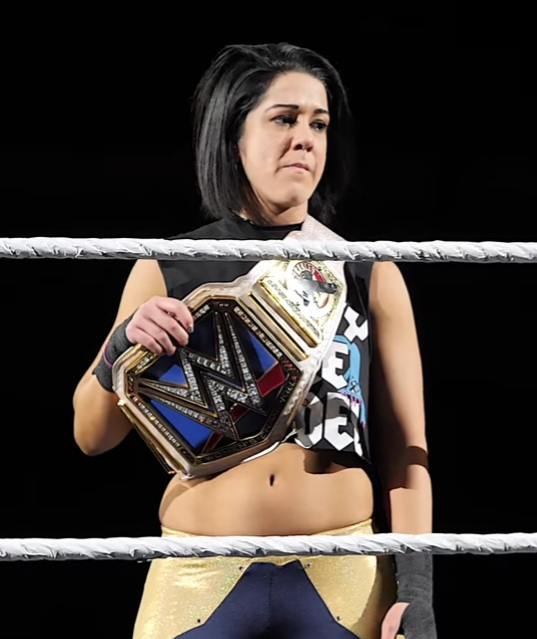
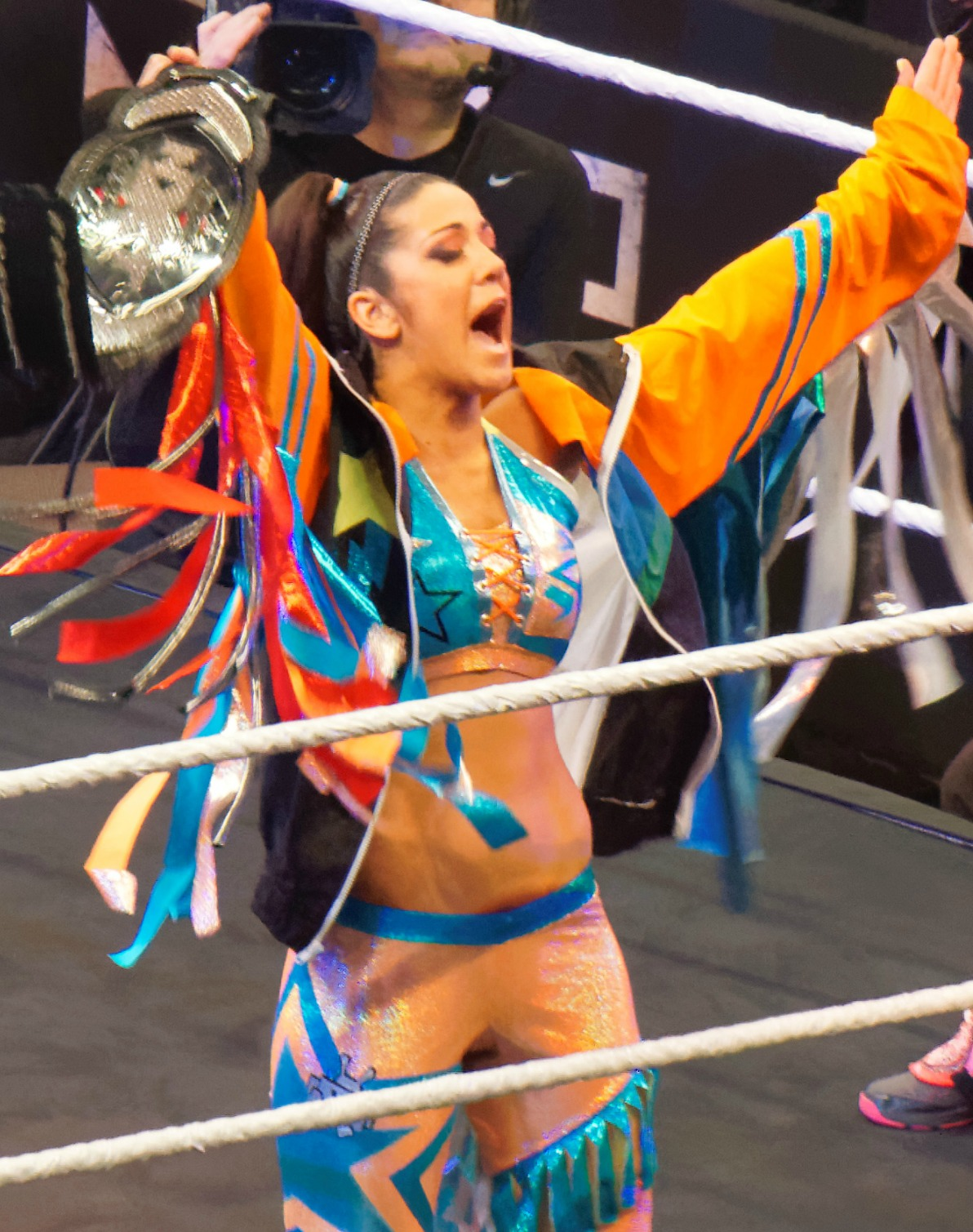

В мае 2019 года Бэйли была объявлена первой в истории WWE чемпионкой Большого шлема среди женщин, выигравшей (слева направо) одиночные титулы Raw, SmackDown и NXT, а также командное чемпионство WWE среди женщин
| Чемпион      | Первичное чемпионство | Первичное чемпионство | Первичное чемпионство | Командное чемпионство              |
| Чемпион      | Raw                   | SmackDown             | NXT                   | Командное                          |
| ------------ | --------------------- | --------------------- | --------------------- | ---------------------------------- |
| "Бэйли"      | 13 февраля 2017       | 19 мая 2019           | 22 августа 2015       | 17 февраля 2019 (с Сашей Бэнкс)    |
| Аска         | 15 апреля 2020        | 16 декабря 2018       | 1 апреля 2016         | 6 октября 2019 (с Кайри Сейн)      |
| Саша Бэнкс   | 25 июля 2016          | 25 октября 2020       | 11 февраля 2015       | 17 февраля 2019 (с Бэйли)          |
| Шарлотт Флэр | 3 апреля 2016         | 14 ноября 2017        | 29 мая 2014           | 20 декабря 2020 (с Аской)          |
| Рея Рипли    | Апрель 11, 2021       | Апрель 1, 2023        | Декабрь 18, 2019      | Сентябрь 20, 2021 (с Никки A.S.H.) |
| Бекки Линч   | 8 апреля, 2019        | 11 сентября, 2016     | 12 сентября, 2023     | 27 февраля, 2023 (с Литой)         |

### New Japan Pro-Wrestling

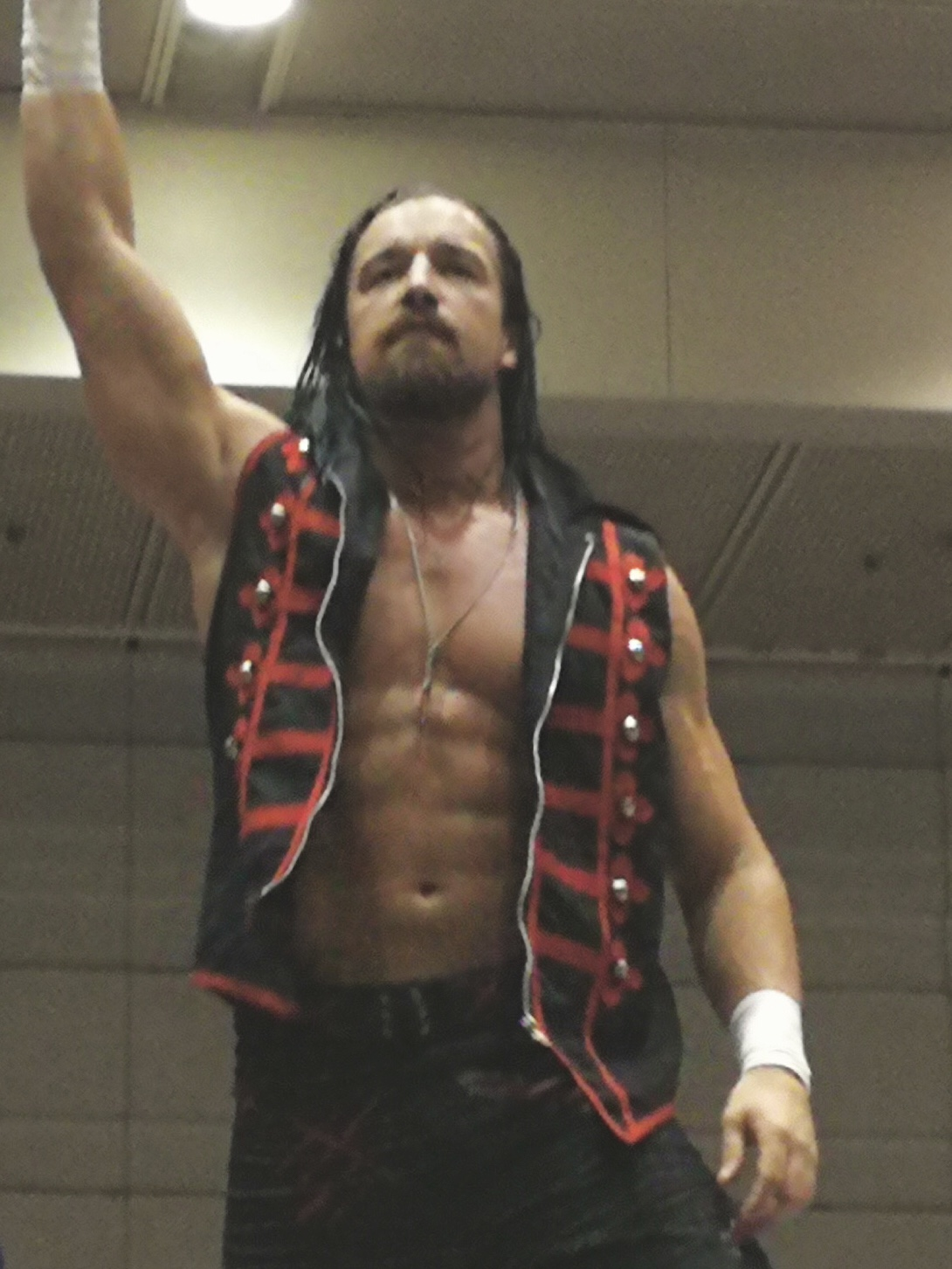
Первый обладатель Большого шлема NJPW Джей Уайт

В 2021 году New Japan Pro-Wrestling задним числом учредила свою собственную версию Большого шлема, иногда также называемую «Четверной короной». Большой шлем NJPW является уникальным для Больших шлемов, поскольку состоит из четырёх одиночных чемпионатов. Джей Уайт стал первым, кто достиг этого достижения, завершив цепь 3 мая 2021 года на Wrestling Dontaku 2021.

#### Список победителей в звании Большого шлема NJPW
| Даты выделены жирным шрифтом | Дата, когда рестлер получил Большой шлем |

| Чемпион         | Первичное чемпионство | Вторичное чемпионство (нужны оба) | Вторичное чемпионство (нужны оба) | Третичное чемпионство |
| Чемпион         | IWGP в тяжёлом весе   | Соединённых Штатов IWGP           | Интерконтинентальное IWGP         | NEVER в открытом весе |
| --------------- | --------------------- | --------------------------------- | --------------------------------- | --------------------- |
| Джей Уайт       | 11 февраля 2019       | 28 января 2018                    | 22 сентября 2019                  | 3 мая 2021            |
| Хироси Танахаси | 17 июля 2006          | 14 августа 2021                   | 4 января 2014                     | 30 января 2021        |

### Impact Wrestling (2009)

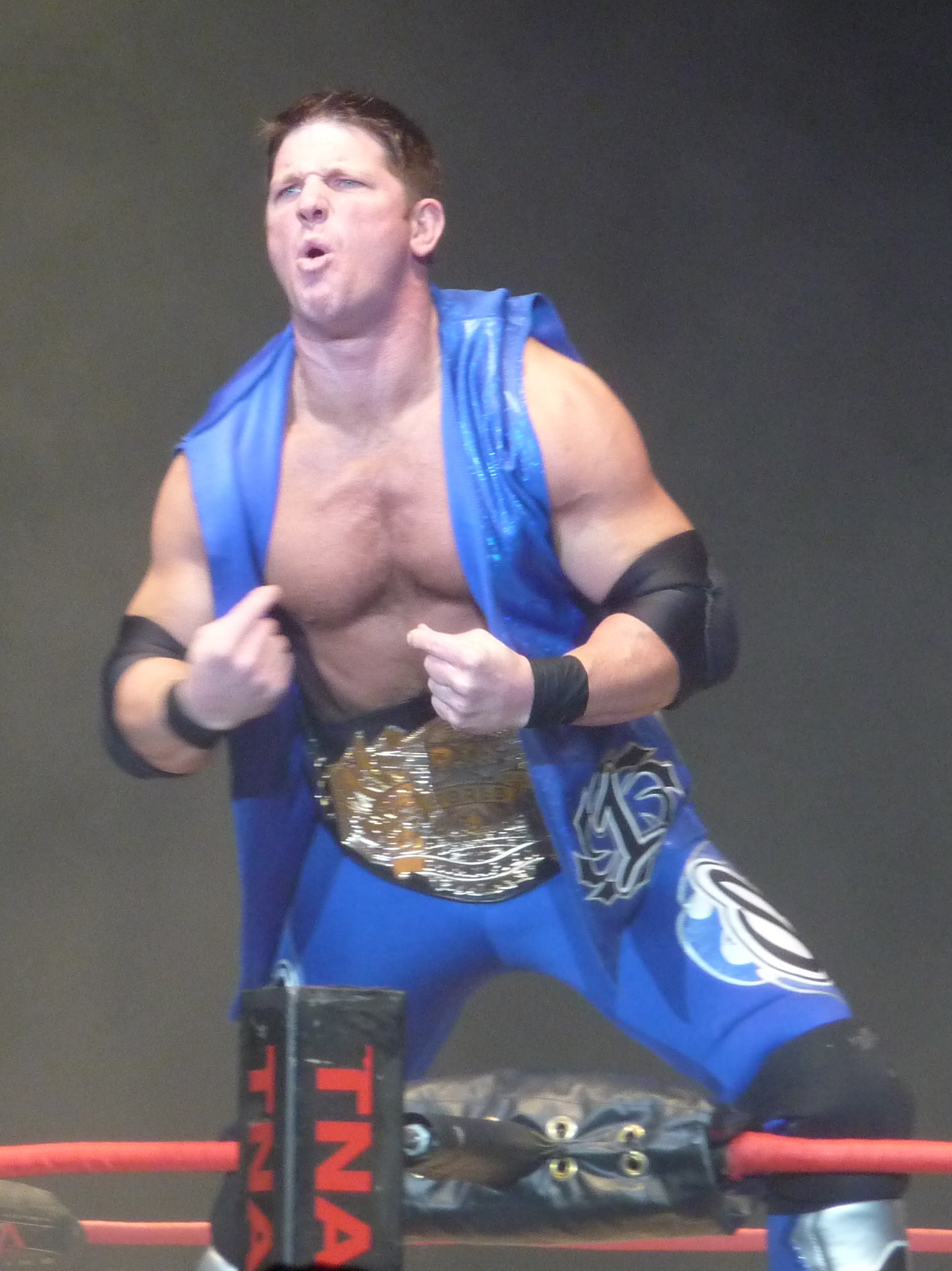
Эй Джей Стайлз — первый победитель в звании Impact Wrestling Большого Шлема единственный рестлер-мужчина, ставший чемпионом Большого шлема как в Impact Wrestling, так и в WWE

15 марта 2009 года самый первый победитель Impact Wrestling Большого Шлема, тогда известного как Total Nonstop Action Wrestling (TNA) Grand Slam, был коронован на pay-per-view шоу TNA Destination X . Тогда на упомянутом шоу трехкратный чемпион Тройной Короны TNA Эй Джей Стайлз победил Букера Ти в матче за титул Чемпиона Легенд TNA. 19 марта на эпизоде основной телевизионной программы TNA, TNA Impact!, диктор Майк Теней заявил, что Стайлз стал первым победителем в звании Большого шлема TNA, завоевав титулы мирового чемпиона в тяжелом весе (NWA или TNA), Мировое Командное (NWA или TNA), Дивизион X и Чемпионство Легенд (Чемпионство Легенд впоследствии чего было переименовано в Глобал, Телевизионное и Чемпион Короля Гор, до того как его полностью упразднить).
Согласно определению звания Большого шлема, принятому TNA, рестлеры имеют право быть многократными победителями в звании Большого шлема каждый раз, когда они проходят новый круг. Эй Джей Стайлз, до сих пор является обладателем в звании «Большого шлема» более одного раза. 15 августа 2016 года когда чемпионство Короля Гор TNA был в очередной раз упразднен, Лэшли объединил этот титул со своим титулом мирового чемпиона TNA в тяжелом весе. В статье от 26 марта 2018 года на веб-сайте Impact Wrestling было подтверждено право на участие в матче за Чемпионство Гранд Impact, который заменил титул чемпиона Короля Гор, в качестве титула в звании Большого шлема. С 2018 года любые будущие победители в звании Большого шлема ограничены теми, кто уже владел титулом Легенд/Глобал/TV/Короля Гор или Гранд Чемпионством, поскольку во время пресс-конференции 4 июня 2018 года Остин Эйрис объединил титул Чемпиона Гранд Impact с мировым чемпионским титулом Impact.

#### Список победителей в звании Большого шлема Impact Wrestling
| Текст                          | Текст |
| ------------------------------ | --- |
| Даты выделены «жирным шрифтом» | Дата, когда рестлер завершил звание Большого шлема |
| Чемпионства выделены курсивом  | Название является альтернативным названием из первоначального определения Большого шлема                                                                                      |
| Даты выделены курсивом         | Рестлер выиграл этот титул, но не вносит свой вклад в их звании Большого шлема, потому что они уже выиграли звание Большого шлема или они уже выиграли титул на том же уровне |
| Имена выделены курсивом        | Борец не раз выигрывал звание Большого шлема |
| ——                             | Указывает, что будущие рейны невозможны из-за того, что название прекращено или больше не находится под контролем Impact                                                      |

| Чемпион        | Первичные чемпионства (либо необходимы) | Первичные чемпионства (либо необходимы) | Командные чемпионства (при необходимости) | Командные чемпионства (при необходимости) | Вторичное чемпионство | Третичные чемпионства (либо необходимы) | Третичные чемпионства (либо необходимы) |
| Чемпион        | Мировое чемпионство NWA в тяжелом весе  | Мировое TNA/Impact (в тяжелом весе)     | Мировое Командное NWA                     | Мировое КомандноеTNA/Impact               | Дивизион X            | Легенд/Глобал/TV/ЧКГ                    | Гранд                                   |
| -------------- | --------------------------------------- | --------------------------------------- | ----------------------------------------- | ----------------------------------------- | --------------------- | --------------------------------------- | --------------------------------------- |
| Эй Джей Стайлз | 11 июня, 2003                           | 20 сентября, 2009                       | 3 июля, 2002 (с Джерри Линном)            | 14 октября, 2007 (с Томко)                | 19 июня, 2002         | 15 марта, 2009                          | ——                                      |
| Абисс          | 19 июня, 2006                           | ——                                      | 4 февраля, 2004 (с Эй Джей Стайлзом)      | 19 сентября, 2014 (с Джеймсом Штормом)    | 16 мая, 2011          | 9 января, 2011                          | ——                                      |
| Самоа Джо      | ——                                      | 13 апреля, 2008                         | ——                                        | 15 июля, 2007 (Без партнера)              | 11 декабря, 2005      | 27 сентября, 2012                       | ——                                      |
| Эрик Янг       | ——                                      | 10 апреля, 2014                         | 12 октября, 2004 (с Бобби Рудом)          | 15 апреля, 2008 (c Каз)                   | 7 декабря, 2008       | 18 октября, 2009                        | ——                                      |
| Остин Эйрис    | ——                                      | 8 июля, 2012                            | ——                                        | 25 января, 2013 (с Бобби Рудом)           | 11 сентября, 2011     | ——                                      | 14 января, 2018                         |

### Ring of Honor (2018)

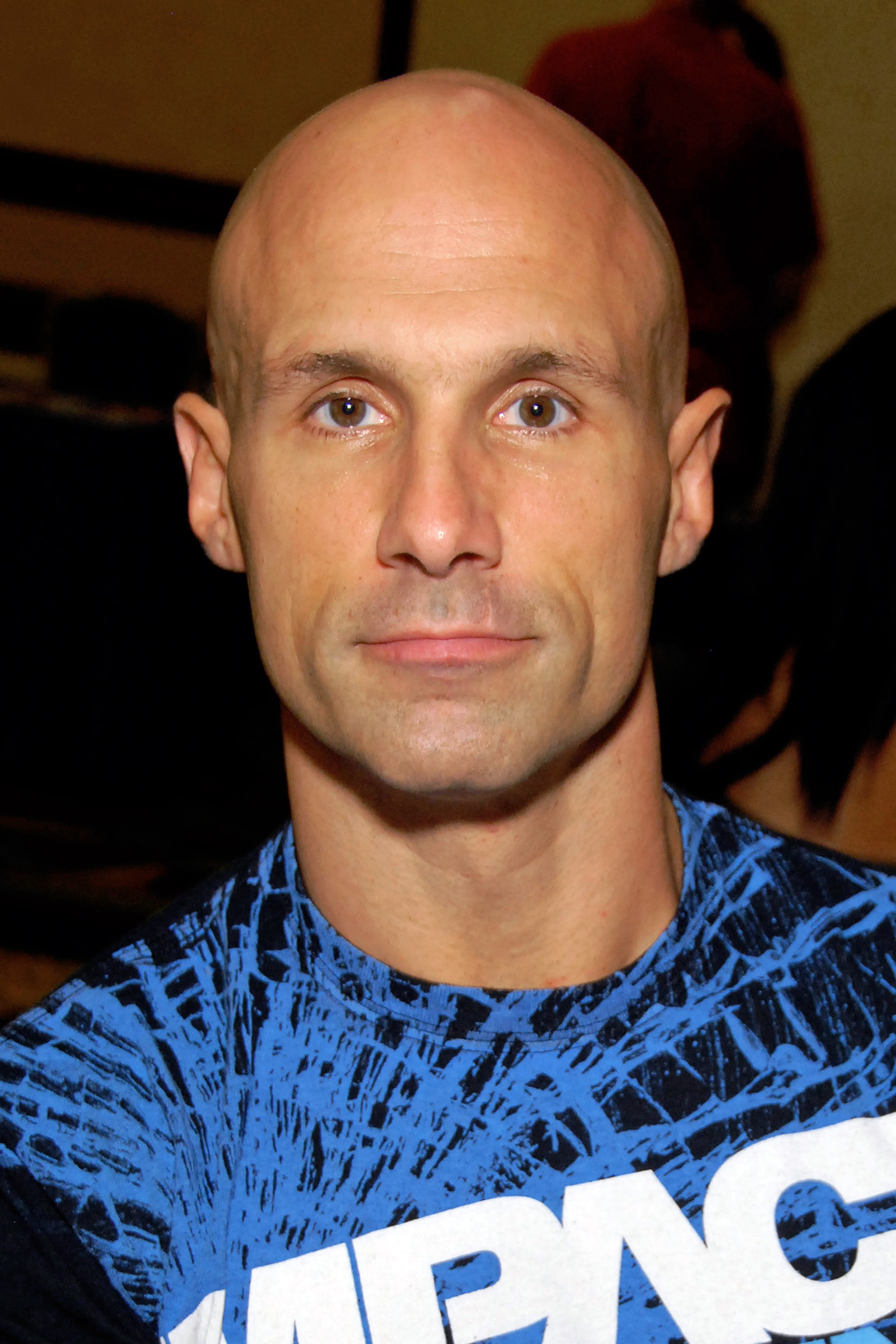
Кристофер Дэниелс Первый победитель в звании Большого шлема в Ring of Honor

В 2018 году Ring of Honor (ROH) учредила свою собственную версию звания Большого шлема, которая состоит из Мирового Чемпионства ROH, Телевизионного Мирового Чемпионства ROH, Мировое Командное чемпионство ROH и Мировое Командного чемпионство ROH среди шести человек. Кристофер Дэниелс стал первым рестлером, достигшим этого подвига, сделав это на шоу ROH 16th Anniversary Show, когда он выиграл командные титулы шести человек, завершив звание Большого шлема. После того, как Джей Летал выиграл Мировое Командного чемпионство ROH, он стал чемпионом Большого шлема, поскольку в прошлом он выигрывал Чемпионство ROH Pure, что указывает на то, что титулы Pure и командные титулы шести человек взаимозаменяемы в качестве четвёртого компонента Большого шлема ROH.

#### Список победителей в звании Большого шлема Ring of Honor
| Текст                          | Текст                                              |
| ------------------------------ | -------------------------------------------------- |
| Даты выделены «жирным шрифтом» | Дата, когда рестлер завершил звание Большого шлема |

| Чемпион           | Первичное чемпионство | Командное чемпионство                    | Вторичное чемпионство | Третичное чемпионство (либо необходимы) | Третичное чемпионство (либо необходимы)            |
| Чемпион           | Мировое               | Командное Мировое                        | Телевизионное Мировое | Чистое                                  | Мировое Командного среди шести человек             |
| ----------------- | --------------------- | ---------------------------------------- | --------------------- | --------------------------------------- | -------------------------------------------------- |
| Кристофер Дэниелс | 10 марта, 2017        | 21 сентября, 2002 (с Донованом Морганом) | 10 декабря, 2010      |                                         | 9 марта, 2018 (с Фрэнки Казариан и Скорпио Скай)   |
| Мэтт Тейвен       | 6 апреля, 2019        | 18 сентября, 2015 (с Майклом Беннеттом)  | 2 марта, 2013         |                                         | 2 декабря, 2016 (с Т. К. О'Райан и Винни Марселья) |
| Джей Литал        | 19 июня, 2015         | 13 декабря, 2019 (с Джонатаном Грешем)   | 13 августа, 2011      | 5 марта, 2005                           |                                                    |

## Региональные/независимые промоушены

### Florida Championship Wrestling (2012)

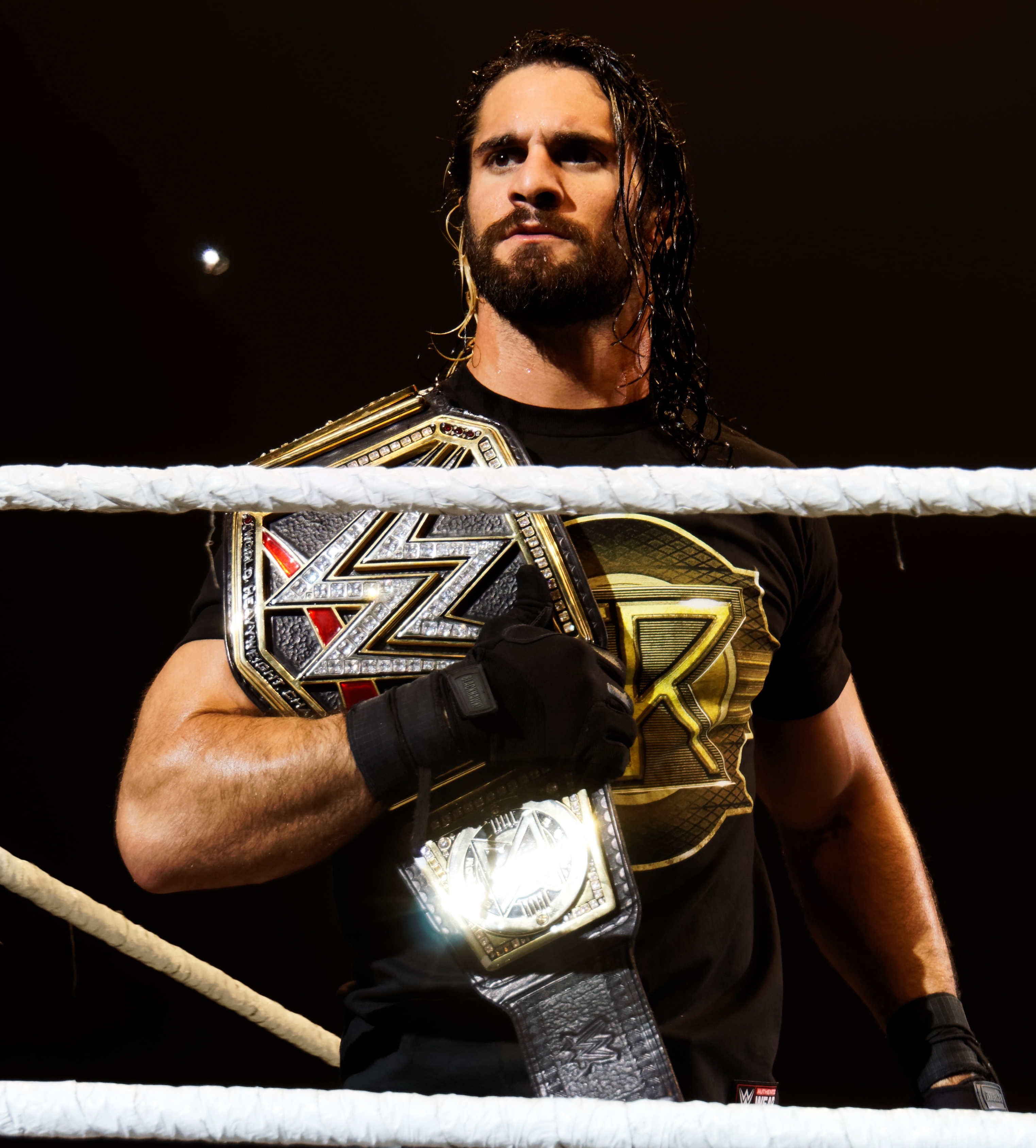
Сет Роллинс является единственным рестлером, выигравший звание Большого шлема как FCW, так и WWE

В промоушене Florida Championship Wrestling (FCW), бывшей территории развития WWE, где победителем звания Большого шлема считался рестлер, который выиграл все чемпионские титулы, которые были FCW. В настоящий момент все титулы FCW были аннулированы, когда промоушен сменил название на NXT.

#### Список победителей в звании Большого шлема FCW
| Текст                        | Текст                                             |
| ---------------------------- | ------------------------------------------------- |
| Даты выделены жирным шрифтом | Дата, когда рестлер получил звание Большого шлема |

| Чемпион       | Первичное чемпионство  | Командное чемпионство              | Вторичное чемпионство           |
| Чемпион       | Флорида в тяжелом весе | Командное Флориды                  | FCW Jack Brisco 15 Championship |
| ------------- | ---------------------- | ---------------------------------- | ------------------------------- |
| Сет Роллинс   | 23 февраля, 2012       | 25 марта, 2011 (с Ричи Стимбоутом) | 13 января, 2011                 |
| Ричи Стимбоут | 25 июля, 2012          | 25 марта, 2011 (с Сетом Роллинсом) | 13 января, 2012                 |

### Ice Ribbon (2012)
В промоушене джоши пуроресу (женский профессиональный реслинг) Ice Ribbon звание Большого шлема состоит из титулов чемпиона ICE×60/ICE×∞, Интерконтинентальный командный Ribbon чемпион, Чемпион Triangle Ribbon и чемпиона IW19.

#### Список победителей в звании Большого шлема Ice Ribbon
| Текст                          | Текст                                              |
| ------------------------------ | -------------------------------------------------- |
| Даты выделены «жирным шрифтом» | Дата, когда рестлер завершил звание Большого шлема |

| Чемпион          | Первичное Чемпионство | Командное Чемпионство                 | Вторичное Чемпионство | Третичное чемпионство |
| Чемпион          | ICE×60/ICE×∞          | Интерконтинентальный командный Ribbon | Triangle Ribbon       | IW19                  |
| ---------------- | --------------------- | ------------------------------------- | --------------------- | --------------------- |
| Цукаса Фудзимото | 4 января, 2010        | 23 декабря, 2010 (с Хикару Cидой)     | 11 декабря, 2010      | 1 июня, 2012          |

### World Wonder Ring Stardom (2022)
В промоушене дзёси пуроресу (женский профессиональный реслинг) World Wonder Ring Stardom звание Большого шлема состоит из всех доступных титулов, продвигаемых компанией, за исключением Чемпионства Future of Stardom. Это титулы World of Stardom Championship, Wonder of Stardom Championship, Goddess of Stardom Championship, Artist of Stardom Championship, High Speed Championship и мировой чемпион SWA. Само понятие звание «большого шлема» впервые было официально упомянуто 5 мая 2022 года, когда Маю Иватани стала вторым рестлером в компании, совершившим этот подвиг, после Ио Шираи.

#### Список победителей в звании Большого шлема World Wonder Ring Stardom
| Текст                        | Текст                                            |
| ---------------------------- | ------------------------------------------------ |
| Даты выделены жирным шрифтом | Дата, когда рестлер получил звание Большой шлема |

| Чемпион     | Первичное чемпионство         | Первичное чемпионство          | Командное чемпионство           | Командное чемпионство                                  | Чемпион юниорского дивизиона | Третичное чемпионство  |
| Чемпион     | World of Stardom Championship | Wonder of Stardom Championship | Goddess of Stardom Championship | Artist of Stardom Championship                         | High Speed Championship      | SWA World Championship |
| ----------- | ----------------------------- | ------------------------------ | ------------------------------- | ------------------------------------------------------ | ---------------------------- | ---------------------- |
| Ио Сираи    | 29 апреля, 2013               | 17 мая, 2015                   | 6 мая, 2015 (с Маю Иватани)     | 7 декабря, 2014 (с Маю Иватани и Такуми Ирохой)        | 6 мая, 2014                  | 21 мая, 2016           |
| Маю Иватани | 21 июня, 2017                 | 27 июля, 2014                  | 6 мая, 2015 (c Ио Сираи)        | 29 декабря, 2013 (c Хиройо Мацумото и Михо Вакидзавой) | 11 октября, 2015             | 5 мая, 2022            |

### Explosive Pro Wrestling (2018)
В промоушене Explosive Pro Wrestling (EPW) звание Большого шлема состоит из титулов чемпиона EPW в тяжелом весе, Командное Чемпионство EPW, Прибрежный чемпион EPW и Хардкорный чемпиона EPW.

#### Список победителей в звании Большого шлема EPW
| Текст                        | Текст                                            |
| ---------------------------- | ------------------------------------------------ |
| Даты выделены жирным шрифтом | Дата, когда рестлер получил звание Большой шлема |

| Чемпион        | Первичное чемпионство | Командное чемпионство                  | Вторичное чемпионство | Третичное чемпионство |
| Чемпион        | в Тяжелом весе        | Командный                              | Береговой             | Хардкорный            |
| -------------- | --------------------- | -------------------------------------- | --------------------- | --------------------- |
| Гэвин МакГэвин | 25 августа, 2018      | 7 марта, 2015 (с Майком Массированным) | 19 ноября, 2016       | 7 ноября, 2009        |